# Bill Fagerbakke
Bill Fagerbakke est un acteur américain né le 4 octobre 1957 à Fontana (Californie).

## Carrière
Il est apparu dans de nombreux rôles à la télévision tels que le coach "Dauber" Dybinski dans la sitcom Coach, mais aussi au cinéma dans Funny Farm, et dans plusieurs pièces de théâtre à Broadway. En 1999, il a tenu le rôle de l'officier Karl Metzger dans la série télévisée Oz diffusée sur HBO. Il est aussi depuis cette date la voix de Patrick Étoile de mer dans la série d'animation Bob l'éponge.
À la télévision, il est surtout connu pour son rôle de l'attardé sympathique Tom Cullen (M.O.O.N) dans la série Le Fléau, inspirée de l'œuvre de Stephen King, en 1994.
En 2007, il a fait un caméo dans la série Heroes où il interprète Steve Gustavson dans les épisodes Mauvaises rencontres et Inattendus et en 2009 il a joué dans le film Jennifer's Body.

## Filmographie

### Cinéma
- 1984 : L'Impasse sanglante (Perfect Strangers), de Larry Cohen
- 1987 : Le Secret de mon succès (The secret of my succe$s), de Herbert Ross
- 1988 : Funny Farm, de George Roy Hill
- 1990 : Loose Cannons, de Bob Clark
- 1992 : Porco Rosso (Kurenai no Buta), de Hayao Miyazaki
- 1996 : Le Bossu de Notre-Dame (The Hunchback of Notre Dame), de Gary Trousdale et Kirk Wise
- 2011 : The Artist de Michel Hazanavicius
- 2012 : Rosewood Lane de Victor Salva : Hank Hawthorne

### Télévision
- 1987 : Almost Partners, d'Alan Kingsberg (Téléfilm)
- 1989 : Double Your Pleasure, de Paul Lynch (Téléfilm)
- 1989 - 1997 : Coach, (Série télévisée)
- 1991 : Sazan aizu, de Daisuke Nishio (Téléfilm)
- 1994 : Beethoven, (Série télévisée d'animation)
- 1994 : Le Fléau (The Stand), (Série télévisée)
- 1994 - 1995 : Drôles de Monstres (Aaahh!!! Real Monsters), (Série télévisée d'animation)
- 1994 - 1996 : Gargoyles, (Série télévisée d'animation)
- 1995 - 1996 : Dumb et Dumber (Dumb and Dumber), (Série télévisée d'animation)
- 1995 : A.J.'s Time Travelers, (Série télévisée)
- 1995 : Gargoyles, le film (Gargoyles: The Heroes Awaken), de Saburo Hashimoto, Takamitsu Kawamura et Kazuo Terada (Vidéo)
- 1995 : L'Homme à la Rolls (Burke's Law), (Série télévisée)
- 1996 : Gargoyles: The Goliath Chronicles, (Série télévisée d'animation)
- 1996 - 1998 : Jumanji, (Série télévisée d'animation)
- 1997 : Sabrina, l'apprentie sorcière (Sabrina, the Teenage Witch), (Série télévisée)
- 1997 : La momie d'Halloween (Under Wraps), de Greg Beeman (Téléfilm)
- 1998 : Gargoyles: Brothers Betrayed, de Saburo Hashimoto et Kazuo Terada (Vidéo)
- 1998 : Gargoyles: The Force of Goliath, de Saburo Hashimoto et Kazuo Terada (Vidéo)
- 1998 - 1999 : Oz, (Série télévisée)
- 1998 : Gargoyles: The Hunted, de Saburo Hashimoto et Kazuo Terada (Vidéo)
- 1998 : La croisière s'amuse, nouvelle vague (The Love Boat: The Next Wave), (Série télévisée)
- 1999 : Hayley Wagner, Star, de Nell Scovell (Téléfilm)
- 1999 - 2011 : Bob l'éponge (SpongeBob SquarePants), (Série télévisée d'animation)
- 1999 : Hercules: Zero to Hero, de Bob Kline (Vidéo)
- 1999 : La Famille Delajungle (The Wild Thornberrys), (Série télévisée d'animation)
- 2000 : Le plus beau cadeau de Noël (The Ultimate Christmas Present) : Sparky (Téléfilm)
- 2005-2013 : How I Met Your Mother : Marvin Eriksen Sr. (Série télévisée)
- 2009 : Grey's Anatomy : Roy (saison 6 épisode 6)
- 2007 : Heroes : Steve R. Gustavson (Série télévisée)
- 2019 : Unbelievable[1] : l'inspecteur Pruitt
- 2021: Young Sheldon : l'officier Jake